# Belison
Belison é um município de  quinta classe de renda municipal (d) na província Antique, nas Filipinas. De acordo com o censo de 1 de maio  de  2020 possui uma população de 14 129 pessoas e 3 412 domicílios.